# Гертнер, Йозеф
Йозеф Ге́ртнер (нем. Joseph Gärtner, 12 марта 1732, Кальв — 14 июля 1791, Тюбинген) — немецкий ботаник и врач.

## Биография
Йозеф Гертнер изучал медицину в Тюбингене и Гёттингене. После окончания учёбы с 1753 по 1756 годы путешествовал по Голландии, Франции, Италии и Англии.
В 1760 году стал профессором медицины в Тюбингене, в 1768 году — профессором ботаники и директором ботанического сада естественно-исторического кабинета Петербургской Академии наук.
В 1770 году принимал участие в экспедиции Академии наук на Дон и Волгу. В том же году из-за неблагоприятного для него климата был вынужден вернуться в Кальв.
В 1772 году у него родился сын Карл Фридрих, впоследствии ставший врачом и ботаником.
Его важнейшей публикацией явился трёхтомный труд «De Fructibus et Seminibus Plantarum» (1788—1792), в котором Гертнер дал подробное описание плодов и семян 1259 растений. Этим трудом он заложил основы морфологии плода и семени. Кроме того, он составил словарь растений на шести языках.
Член Лондонского королевского общества с 1762 года, почётный член Петербургской Академии наук с 1771 года.
Йозефа Гертнера не следует путать с другим немецким ботаником, его современником, Готфридом Гертнером (Gottfried Gärtner, 1754—1825), одним из автором работы Oekonomisch-technische Flora der Wetterau (1700—1802). Авторство Готфрида Гертнера в названиях таксонов обозначается как G.Gaertn., в то время как авторство Йозефа Гертнера — как Gaertn.

## В честь Гертнера
В честь Йозефа Гертнера назван род Gaertnera Lam. семейства Мареновые (Rubiaceae).

## Работы
- «De Fructibus et Seminibus Plantarum» v.1, 1788; v.2, 1791
- «Supplementum Carpologicae», 1805—1807